# Hatsu Hioki
Hatsu Hioki (日沖発, Hioki Hatsu, nascido em 18 de julho de 1983) é um atleta japonês profissional de MMA, peso leve, ex-campeão do Shooto e do Sengoku. Hioki é um veterano do Shooto e lutou a maior parte de sua carreira em eventos japoneses, incluindo a maior organização de MMA da época, o Pride Fighting Championships.

## Carreira no MMA

### TKO Major League MMA
Hioki ganhou seu primeiro título no MMA na organização canadense TKO Major League MMA, derrotando Mark Hominick pelo cinturão Peso-pena. Antes disso, ele tinha apenas uma derrota, para Hiroyuki Takaya no Shooto e tinha um cartel de 8 vitórias, 1 derrota e 1 empate. Ele defendeu o título com sucesso por duas vezes antes de participar do Sengoku Featherweight Grand Prix.

### Sengoku Featherweight Grand Prix
Hioki venceu Masanori Kanehara na semifinal do torneio, mas foi incapaz de continuar para a decisão contra Michihiro Omigawa por conta de uma lesão na sua luta anterior contra Kanehara. Kanehara o substituiu na final e acabou vencendo o torneio

### Shooto Featherweight Championship
Em maio de 2010 Hioki lutou contra Takeshi Inoue pelo título do Shooto e venceu por decisão dividida, tornando-se campeão do evento.

### Sengoku Featherweight Championship
Depois de derrotar Jeff Lawson no Sengoku Raiden Championship 14, Hioki recebeu a chance de lutar pelo título da organização contra Marlon Sandro. Hioki venceu por decisão unânime e sagrou-se campeão do evento.

Ele deixou o cinturão vago após assinar com o UFC.

### Ultimate Fighting Championship
No mesmo dia que ele deixou seu cinturão vago, dirigentes do UFC anunciaram que Hioki havia assinado um acordo multi-lutas com a organização. Ele estreou no UFC 137 no dia 29 de outubro de 2011 em que ele derrotou George Roop por decisão dividida.
Ele enfrentou o veterano Bart Palaszewski em 26 de fevereiro de 2012 pelo UFC 144, vencendo por decisão unânime. Hioki dominou a luta toda, derrubando Palaszewski diversas vezes e aplicando uma variedade de tentativas de finalização.

## Campeonatos e realizações
- Sengoku Raiden Championships
  - Sengoku Featherweight Championship (uma vez)
  - Semifinalista do 2009 Sengoku Featherweight Grand Prix
- Shooto
  - Shooto Featherweight Championship (uma vez)
- TKO Major League MMA
  - TKO Featherweight Championship (uma vez)
  - Duas defesas de título bem sucedidas

## Cartel no MMA
| Cartel no MMA   |             |             |
| 44 lutas        | 29 vitórias | 12 derrotas |
| Por nocaute     | 4           | 4           |
| Por finalização | 13          | 1           |
| Por decisão     | 12          | 7           |
| Empates         | 3           | 3           |

-
| Res.    | Cartel  | Oponente            | Método                               | Evento                                                       | Data                    | Round | Tempo | Local                     | Notas                                         |
| ------- | ------- | ------------------- | ------------------------------------ | ------------------------------------------------------------ | ----------------------- | ----- | ----- | ------------------------- | --------------------------------------------- |
| Derrota | 29–12–2 | Mikuru Asakura      | Nocaute (chute na cabeça e socos)    | Rizin 12                                                     | 12 de agosto de 2018    | 1     | 3:45  | Nagoya                    |                                               |
| Derrota | 29–11–2 | Hiroyuki Takaya     | Nocaute (socos)                      | Pancrase 290                                                 | 8 de outubro de 2017    | 1     | 1:12  | Tóquio                    |                                               |
| Derrota | 29–10–2 | Hiroshige Tanaka    | Nocaute (soco)                       | Pancrase 287                                                 | 28 de maio de 2017      | 1     | 0:14  | Tóquio                    |                                               |
| Vitória | 29–9–2  | Yojiro Uchimura     | Decisão (unânime)                    | Pancrase 278                                                 | 12 de junho de 2016     | 3     | 5:00  | Tóquio                    |                                               |
| Vitória | 28–9–2  | Kyosuke Yokoyama    | Finalização (mata-leão)              | Pancrase 275                                                 | 31 de janeiro de 2016   | 1     | 1:35  | Tóquio                    |                                               |
| Derrota | 27–9–2  | Dan Hooker          | Nocaute (chute na cabeça e socos)    | UFC Fight Night: Miocic vs. Hunt                             | 10 de maio de 2015      | 2     | 4:13  | Adelaide                  |                                               |
| Derrota | 27–8–2  | Charles Oliveira    | Finalização (triângulo de mão)       | UFC Fight Night: Te-Huna vs. Marquardt                       | 28 de junho de 2014     | 2     | 4:32  | Auckland                  |                                               |
| Vitória | 27–7–2  | Ivan Menjivar       | Decisão (unânime)                    | UFC Fight Night: Kim vs. Hathaway                            | 1 de março de 2014      | 3     | 5:00  | Cotai                     |                                               |
| Derrota | 26–7–2  | Darren Elkins       | Decisão (unânime)                    | UFC Fight Night: Condit vs. Kampmann II                      | 28 de agosto de 2013    | 3     | 5:00  | Indianápolis, Indiana     |                                               |
| Derrota | 26–6–2  | Clay Guida          | Decisão (dividida)                   | UFC on Fox: Johnson vs. Dodson                               | 26 de janeiro de 2013   | 3     | 5:00  | Chicago, Illinois         |                                               |
| Derrota | 26–5–2  | Ricardo Lamas       | Decisão (unânime)                    | UFC on FX: Maynard vs. Guida                                 | 22 de junho de 2012     | 3     | 5:00  | Atlantic City, New Jersey |                                               |
| Vitória | 26–4–2  | Bart Palaszewski    | Decisão (unânime)                    | UFC 144: Edgar vs. Henderson                                 | 26 de fevereiro de 2012 | 3     | 5:00  | Saitama                   |                                               |
| Vitória | 25–4–2  | George Roop         | Decisão (dividida)                   | UFC 137: Penn vs. Diaz                                       | 29 de outubro de 2011   | 3     | 5:00  | Las Vegas, Nevada         |                                               |
| Vitória | 24–4–2  | Donald Sanchez      | Finalização (triângulo)              | Shooto: Shooto Tradition 2011                                | 29 de abril de 2011     | 2     | 1:36  | Tóquio                    |                                               |
| Vitória | 23–4–2  | Marlon Sandro       | Decisão (unânime)                    | World Victory Road Presents: Soul of Fight                   | 30 de dezembro de 2010  | 5     | 5:00  | Tóquio                    | Ganhou o Título dos Penas do Sengoku.         |
| Vitória | 22–4–2  | Jeff Lawson         | Finalização (triângulo)              | World Victory Road Presents: Sengoku Raiden Championships 14 | 22 de agosto de 2010    | 1     | 2:09  | Tóquio                    |                                               |
| Vitória | 21–4–2  | Takeshi Inoue       | Decisão (dividida)                   | Shooto: The Way of Shooto 3: Like a Tiger, Like a Dragon     | 30 de maio de 2010      | 3     | 5:00  | Tóquio                    | Ganhou o Shooto Featherweight Championship.   |
| Derrota | 20–4–2  | Michihiro Omigawa   | Decisão (dividida)                   | World Victory Road Presents: Sengoku 11                      | 7 de novembro de 2009   | 3     | 5:00  | Tóquio                    |                                               |
| Vitória | 20–3–2  | Masanori Kanehara   | Decisão (unânime)                    | World Victory Road Presents: Sengoku 9                       | 2 de agosto de 2009     | 3     | 5:00  | Saitama                   | Semifinal do Sengoku Featherweight GP.        |
| Vitória | 19–3–2  | Ronnie Mann         | Finalização (triângulo)              | World Victory Road Presents: Sengoku 8                       | 2 de maio de 2009       | 1     | 3:09  | Tóquio                    | Quartas-de-final do Sengoku Featherweight GP. |
| Vitória | 18–3–2  | Chris Manuel        | Finalização (triângulo de braço)     | World Victory Road Presents: Sengoku 7                       | 20 de março de 2009     | 1     | 4:12  | Tóquio                    | Rodada inaugural do Sengoku Featherweight GP. |
| Vitória | 17–3–2  | Rumina Sato         | Nocaute Técnico (socos)              | Shooto: Shooto Tradition 4                                   | 29 de novembro de 2008  | 1     | 3:32  | Tóquio                    |                                               |
| Vitória | 16–3–2  | Thierry Quenneville | Finalização (triângulo)              | TKO 35                                                       | 3 de outubro de 2008    | 1     | 4:14  | Montreal, Quebec          |                                               |
| Empate  | 15–3–2  | Hiroshi Nakamura    | Empate                               | Shooto: Gig Central 15                                       | 3 de agosto de 2008     | 3     | 5:00  | Aichi                     |                                               |
| Vitória | 15–3–1  | Baret Yoshida       | Nocaute técnico (socos)              | Shooto: Back To Our Roots 8                                  | 28 de março de 2008     | 1     | 4:51  | Tóquio                    |                                               |
| Vitória | 14–3–1  | Katsuya Toida       | Finalização (chave de braço)         | Shooto: Back To Our Roots 7                                  | 26 de janeiro de 2008   | 2     | 4:30  | Tóquio                    |                                               |
| Vitória | 13–3–1  | Brian Geraghty      | Decisão (unânime)                    | Heat 5                                                       | 25 de novembro de 2007  | 3     | 5:00  | Aichi                     |                                               |
| Derrota | 12–3–1  | Kim Jong-Man        | Decisão (dividida)                   | Shooto: Gig Central 13                                       | 8 de outubro de 2007    | 3     | 5:00  | Aichi                     |                                               |
| Derrota | 12–2–1  | Antonio Carvalho    | Decisão (dividida)                   | Shooto: Back To Our Roots 3                                  | 18 de maio de 2007      | 3     | 5:00  | Tóquio                    |                                               |
| Vitória | 12–1–1  | Mark Hominick       | Decisão (majoritária)                | TKO 28: Inevitable                                           | 9 de fevereiro de 2007  | 5     | 5:00  | Montreal, Quebec          | Pelo cinturão dos penas do TKO.               |
| Vitória | 11–1–1  | Byon Sho Kim        | Nocaute técnico (paralisação médica) | Shooto: Gig Central 11                                       | 26 de novembro de 2006  | 1     | 1:32  | Aichi                     |                                               |
| Vitória | 10–1–1  | Jeff Curran         | Decisão (unânime)                    | Pride - Bushido 12                                           | 26 de agosto de 2006    | 2     | 5:00  | Aichi                     |                                               |
| Vitória | 9–1–1   | Mark Hominick       | Finalização Técnica (triângulo)      | TKO 25: Confrontation                                        | 5 de maio de 2006       | 2     | 5:00  | Montreal, Quebec          | Ganhou o cinturão dos penas do TKO            |
| Empate  | 8–1–1   | Bao Quach           | Empate                               | Shooto: Gig Central 9                                        | 26 de fevereiro de 2006 | 3     | 5:00  | Aichi                     |                                               |
| Vitória | 8–1     | Tom Niinimäki       | Finalização técnica (chave de braço) | Shooto 2005: 11/6 in Korakuen Hall                           | 6 de novembro de 2005   | 1     | 3:03  | Tóquio                    |                                               |
| Vitória | 7–1     | Hideki Kadowaki     | Finalização (chave de braço)         | Shooto: Gig Central 8                                        | 3 de julho de 2005      | 2     | 3:34  | Nagoya                    |                                               |
| Vitória | 6–1     | Joe Pearson         | Finalização (socos)                  | Shooto: Gig Central 7                                        | 27 de março de 2005     | 1     | 1:35  | Nagoya                    |                                               |
| Vitória | 5–1     | Tsutomu Shiiki      | Decisão (unânime)                    | Shooto: Gig Central 6                                        | 12 de setembro de 2004  | 2     | 5:00  | Nagoya                    |                                               |
| Vitória | 4–1     | Yohei Nanbu         | Decisão (unânime)                    | Shooto: Gig Central 5                                        | 28 de março de 2004     | 2     | 5:00  | Nagoya                    |                                               |
| Derrota | 3–1     | Hiroyuki Takaya     | Decisão (unânime)                    | Shooto: 7/13 in Korakuen Hall                                | 13 de julho de 2003     | 2     | 5:00  | Tóquio                    |                                               |
| Vitória | 3–0     | Yoshinori Amari     | Finalização (chave de braço)         | Shooto: Gig Central 3                                        | 30 de março de 2003     | 2     | 2:38  | Nagoya                    |                                               |
| Vitória | 2–0     | Edward Button       | Nocaute técnico (socos)              | Shooto: Treasure Hunt 11                                     | 15 de novembro de 2002  | 1     | 4:11  | Tóquio                    |                                               |
| Vitória | 1–0     | Masanori Sugatani   | Finalização (mata-leão)              | Shooto: Gig Central 2                                        | 6 de outubro de 2002    | 1     | 2:29  | Aichi                     |                                               |